# Pieśń misji
Pieśń misji (ang. The Mission Song) – to powieść Johna le Carré, rozgrywająca się na tle chaosu panującego we współczesnym Kongu i prób międzynarodowego syndykatu finansowego do przeprowadzenia zamachu w jednej z jego prowincji - Kivu. Całość opowiedziana z punktu widzenia przypadkowego uczestnika - tłumacza języków afrykańskich.
Chociaż przedstawione w książce wydarzenia są fikcyjne, wyraźnie i szczegółowo przedstawiają problemy rasowe i polityczne tej części Afryki. Podkreślają chciwość lokalnych urzędników, amoralność interesów Zachodu oraz apatię prasy na temat kryzysu humanitarnego podczas wojny w Kongu.

## Fabuła
Bruno Salvador jest tłumaczem z suahili i innych języków afrykańskich, takich jak Kinyarwanda – język Rwandy i Shi – język wschodniego Konga. Biegle włada ponadto francuskim i angielskim. Pracuje dla dużych korporacji, kancelarii adwokackich, szpitali, a także brytyjskich służb specjalnych. Posiada obywatelstwo brytyjskie, ale faktycznie urodził się we wschodnim Kongo, jako syn córki wodza miejscowego plemienia i irlandzkiego misjonarza. Kształcił się w tajnej szkole, przeznaczonej dla dzieci księży, którzy „zbłądzili”. Zawarł w niej bliską znajomość z ojcem Michaelem, która pozwoliła mu skończyć studia poświęcone językom afrykańskim. Jego małżeństwo z Penelope, bogatą białą dziennikarką od kilku lat przeżywało kryzys i dopiero przypadkowe spotkanie z kongijską pielęgniarką wyzwoliło w nim pozytywne uczucie.
Brytyjskie służby specjalne wyznaczyły Bruna jako tłumacza podczas ważnego spotkaniu kongijskich watażków i zachodniego syndykatu finansowego. Otrzymał ponadto nową tożsamość i jako Brian Sinclair został przetransportowany na jakąś wyspę, gdzieś na Morzu Północnym. Szybko przekonuje się, że żadna z osób biorących udział w spotkaniu „nie jest bez skazy”. Pod pozorem demokratyzacji państwa, kongijscy watażkowie mają podpisać umowę, która oficjalnie ma doprowadzić do pokoju i stabilizacji regionu, ale w rzeczywistości oddać do zamachu stanu i oddania syndykatowi kontroli nad miejscowymi złożami surowców naturalnych. Oburzenia Bruna doprowadza do kradzieży przez niego kilku taśm, do których nie powinien mieć dostępu - dowodów prawdziwych intencji zawarcia umowy.
Po powrocie do Londynu przedstawia taśmy dla znajomego, któremu ufa, że dysponuje odpowiednimi wpływami do powstrzymania syndykatu. Niestety ze strachem stwierdza, że nawet on należy do systemu.